# NASA Exoplanet Archive
NASA Exoplanet Archive — база данных экзопланет NASA, доступная на сайте Института NASA по изучению экзопланет на базе Калифорнийского Технологического института — проект онлайн-каталога экзопланет, запущенный в 2011 году. Исполнительный директор проекта — Чарльз Байчман (Charles A. Beichman). По данным на октябрь 2020 года содержит данные о более, чем 4280 подтверждённых внесолнечных планетах.
Каталог данных, представленный в виде таблицы, содержит несколько групп параметров. Первая группа включает в себя параметры, выводимые по умолчанию для посетителя сайта. Среди этих параметров: идентификатор родительской звезды, метод открытия планеты, число планет в планетной системе данной звезды, орбитальный период планеты, размер её большой полуоси орбиты, эксцентриситет, наклонение, масса планеты или нижняя оценка массы, радиус планеты, её средняя плотность; далее — экваториальные координаты родительской звезды, расстояние до звезды, звёздная величина в оптическом диапазоне (с уточнением, в какой именно полосе данная величина получена); здесь же — эффективная температура звезды, масса звезды, радиус звезды и дата последнего обновления данных о планете. Другие группы параметров содержат более детальную информацию о планете и данных по её обнаружению.
Кроме каталога подтверждённых планет на сайте NASA Exoplanet Archive доступны различные данные миссии Kepler, а также других транзитных миссий (CoRoT, KELT, SuperWASP, HATNet).